# Jaume Baguñà i Gili
Jaume Baguñà i Gili (Barcelona, 23 de desembre de 1907 - Barcelona, 1 de desembre de 1994) fou un editor i productor de curtmetratges d'animació, que va fundar els estudis Hispano Gráfic Films i Dibujos Animados Chamartín. També va ser un jugador d'hoquei sobre herba català, que va competir durant la dècada de 1920.

## Biografia
Jaume Baguñà fou fill de l'editor de les conegudes revistes il·lustrades Cu-Cut! i En Patufet, Josep Baguñà i Martra. A la mort d'aquest l'any 1942, i juntament amb el seu germà Josep Maria, va continuar amb el negoci editorial fins que tancà l'any 1977-78. El primer experiment de Jaume Baguñà en el món de l'animació va ser l'any 1938 quan va fundar amb Salvador Mestres l'estudi Hispano Gráfic Films. Acabada la Guerra Civil, va iniciar una producció seriada de curtmetratges d'animació amb personatges d'èxit com Don Cleque o el brau Civilón.
L'any 1941 Hispano Gráfic Films es fusiona amb Dibsono Films per crear Dibujos Animados Chamartín, de la qual Jaume Baguñà esdevindria el gerent. Amb aquests estudis, i a l'empara de l'aïllament d'Espanya en el context internacional als anys quaranta, el cinema d'animació a la península va conèixer una edat d'or. A partir del 1945 s‘acaba parcialment l'autarquia imposada pel règim i els films americans d'animació, especialment els de la factoria de Walt Disney, conquereixen les pantalles desplaçant la producció local.
A partir del 1950 Jaume Baguñà continua en el negoci de l'animació creant amb Baguñá Hermanos S.L la marca Editorial Científica Cinematográfica, que dirigirà Enric Ferran. La seva finalitat era bàsicament educativa i la seva producció s'orientà principalment a centres d'ensenyament públics i a un nombre limitat de metges interessats en l'animació com a eina explicativa. El client principal era, però, els diferents ministeris d'Educació dels quals rebia ajudes econòmiques i per als quals va produir un seguit d'exitoses pel·lícules educatives. Malgrat tot, les dificultats econòmiques i financeres provocades pels erràtics i tardans pagaments dels ministeris en varen precipitar el tancament a principis dels anys seixanta. La darrera producció de l'Editorial Científica Cinematográfica és de l'any 1961 i porta per títol Los ríos.
Alhora, Baguñà Hermanos S.L va produir el curtmetratge El gallo presumido l'any 1948, dirigit per Josep Escobar, com també pel·lícules publicitàries com ara El diablo está de servicio i El castor de la elegancia. Quan a principis dels anys seixanta Jaume Baguñà desapareix del panorama del dibuix animat espanyol, es dona pas a una nova generació d'animadors que tornarà a començar de zero.

## Jugador d'hoquei
Durant la seva carrera esportiva, va jugar al Reial Club de Polo de Barcelona i va participar en els Jocs Olímpics d'Amsterdam de 1928.

## Filmografia
- Fisiología de la respiración (1956)
- El gallo presumido (1948)
- Don Cleque y los indios (1945)
- Garabatos Manolete (1945)
- Los tambores de Fu-Aguarrás (1945)
- Mecanismo de la circulación de la sangre (1945)
- Civilón y el pirata Aguarrás (1944)
- Don Cleque, en el Oeste (1944)
- Garabatos Greta Garbo (1944)
- Los reyes magos de Pituco (1944)
- Don Cleque de los monos (1943)
- El cascabel de Zapirón (1943)
- Pituco, fumador (1943)
- La isla mágica (1942)